# Agugliano
Agugliano és una ciutat de 4.542 habitants i un municipi a la província d'Ancona (A), la qual forma part de la regió de Les Marques al centre-est d'Itàlia. La ciutat ha donat a llum la cort medieval dels Agugliano Baldo, citat a La Divina Comèdia.